# Schönach (Mötzing)
Schönach ist ein Gemeindeteil und eine Gemarkung der Gemeinde Mötzing im Oberpfälzer Landkreis Regensburg in Bayern.

## Geographie
Das Pfarrdorf liegt vier Kilometer nordöstlich von Mötzing an der Bundesstraße 8.

## Geschichte
Von 1171 bis 1327 erscheint eine Reihe von Ministerialen des Bischofs von Regensburg, die sich nach ihrem Sitz de/von Schönaich nennen.
Die Kirche St. Martin stammt im Kern aus dem 13. Jahrhundert. Im 14. Jahrhundert kamen nacheinander die Achdorfer, Chamerauer und Satelboger als Hofmarksherren, denen im 15. Jahrhundert die Falkensteiner, Fraunberger und Paulsdorfer folgten. Im frühen 16. Jahrhundert gelangte das Schloss Schönach in die Hände der Familie von Seiboldsdorf. 1661 erwarb Johann Georg I. Graf von Königsfeld die Hofmark Schönach. Dessen Erbe fiel im Jahre 1700 seinem Enkel, dem Grafen Johann Georg II. von Königsfeld zu. Zwei Jahre später ließ dieser den Umbau beginnen. Um 1726 gehörten Schloss und Hofmark dem Grafen Emanuel von Arco. 1764 kauften die Grafen von Seinsheim den Besitz. Später kam er an die Freiherren von Moreau.
1818 entstand die politische Gemeinde Schönach sowie die weiteren Gemeinden Dengling, Mötzing und Haimbuch. Am 1. Januar 1972 erfolgte im Zuge der Gebietsreform in Bayern die Zusammenlegung der vier Gemeinden Dengling, Haimbuch, Mötzing und Schönach zur neuen Gemeinde Mötzing.

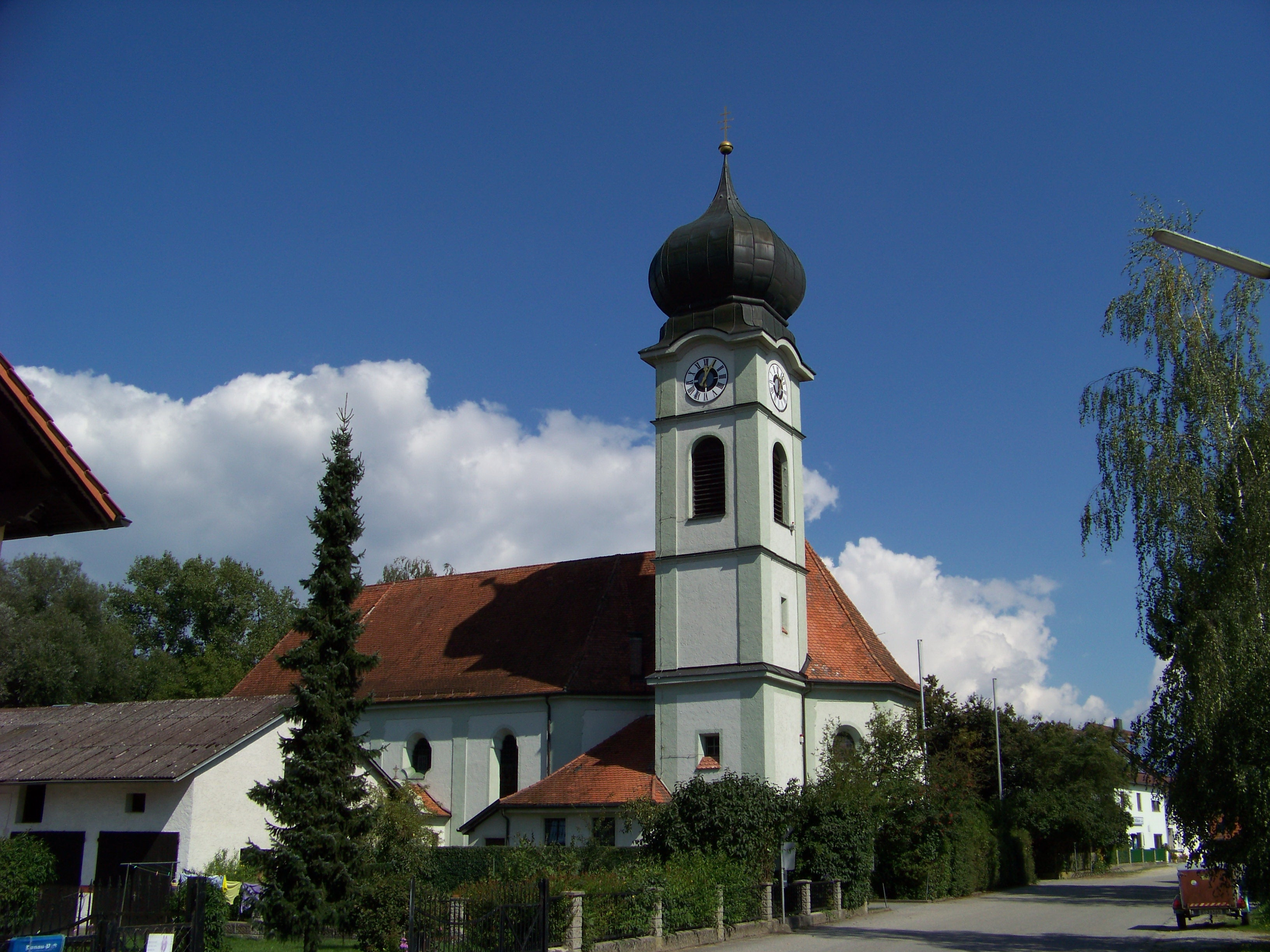
Schönach: Kirche Maria Rosenkranzkönigin

## Sehenswürdigkeiten
- Katholische Pfarrkirche Maria Rosenkranzkönigin, neubarock von 1921–22
- Schloss Schönach
- Ökonomiehof des Schlosses
- Ehemalige katholische Pfarrkirche St. Martin, jetzt Friedhofskirche